# Concentration alvéolaire minimale
La concentration alvéolaire minimale ou CAM (ou encore MAC d'après l'anglais Minimal Alveolar Concentration) est un paramètre utilisé en anesthésiologie pour comparer la puissance des agents anesthésiques volatils et en particulier des éthers halogénés. Elle se définit comme la concentration de vapeur anesthésique dans les alvéoles pulmonaires nécessaire pour que 50 % des sujets n'aient pas de réaction motrice à l'incision chirurgicale.

## Applications de la CAM
La CAM est exprimée en pourcentage volumique : une CAM de 1 % vol. signifie que pour un volume total de 100 mL de gaz alvéolaire, il faut un volume de 1 mL d'agent anesthésique pour obtenir l'effet sus-défini. La CAM est inversement proportionnelle à la solubilité de l'agent dans les graisses, à sa puissance, et à sa durée d'action. Parmi les gaz halogénés actuellement employés le desflurane, dont la CAM est voisine de 6 % vol., est l'agent le moins soluble, le moins puissant et le plus rapidement éliminé de l'organisme, ce qui le rend particulièrement intéressant lorsqu'on souhaite obtenir un réveil rapide. À l'opposé on trouve l'isoflurane, dont la CAM est voisine de 1 % vol.
En pratique la CAM sert à adapter le débit de gaz anesthésique délivré au patient en fonction de son âge et des autres agents associés (protoxyde d'azote par exemple).

## CAM des principaux anesthésiques inhalés
- Desflurane : 6 % vol.
- Enflurane : 1,68 % vol.
- Halothane : 0,75 % vol.
- Isoflurane : 1,15 % vol.
- Méthoxyflurane : 0,2 % vol.
- Protoxyde d'azote : 105 % vol.
- Xénon : 71 % vol.
- Sévoflurane : 2 % vol.